# 红柄雪莲
红柄雪莲（学名：Saussurea erubescens）为菊科风毛菊属的植物，是中国的特有植物。分布于中国大陆的甘肃、西藏、四川、青海等地，生长于海拔3,100米至4,800米的地区，一般生长在河边、山顶、沼泽草地、山谷以及草甸，目前尚未由人工引种栽培。